# Estação Novokuznetskaia
Novokuznetskaia (em russo:  Новокузнецкая) é uma das estações da linha Zamoskvoretskaia (Linha 2) do Metro de Moscovo, na Rússia. Estação «Novokuznetskaia» está localizada entre as estações «Paveletskaia» e «Teatralhnaia».